# Lega Volley Summer Tour 2009
La Lega Volley Summer Tour 2009 è stata la 16ª edizione del campionato femminile di sand volley 4x4 organizzato dalla FIPAV e dalla Lega Pallavolo Serie A femminile. Parallela alla manifestazione sono state le assegnazioni della Coppa Italia e della Supercoppa Italiana. Per ragioni di sponsor il campionato ha assunto in questa stagione la denominazione di Chiquita Cup.

## Campionato
Il campionato si è disputato in due fasi. La prima fase ha avuto inizio a Milano il 27 e il 28 giugno 2009, è proseguita a Reggio Calabria l'11 e il 12 luglio ed è terminata a Bellaria-Igea Marina il 18 e il 19 luglio; la seconda fase, che visto la Sorbini Scavolini Pesaro aggiudicarsi il titolo di Campione d'Italia, è stata disputata a Bibione di San Michele al Tagliamento tra il 24 e il 26 luglio.

### Formula
Il campionato si è disputato oggi in due fasi. Nove squadre, composte ognuna da 4 giocatrici, hanno disputato una fase preliminare in tre giornate; al termine di ogni tappa, a cui hanno preso parte sei squadre a turno, si è stilata una classifica, in base alla quale si è assegnato un certo numero di punti (10 alla 1ª classificata, 8 alla 2ª, 6 alla 3ª, 4 alla 4ª, 3 alla 5ª e 2 alla 6ª).
In base ai punti accumulati nelle tre classifiche, le squadre sono state suddivise in tre gironi; da questi scaturiscono poi nuovi accoppiamenti. Sulla base dei risultati ottenuti, è stata stilata un'ultima graduatoria, tenendo conto anche dei risultati della prima fase. Le prime quattro classificate sono state ammesse alle semifinali (1ª contro 4ª e 2ª contro 3ª); è stata successivamente la finale a decretare la squadra vincitrice del titolo.

### Prima fase

#### Classifica
| Pos. | Squadra                        | Pt | 1  | 2  | 3  | 2ª fase  |
| ---- | ------------------------------ | -- | -- | -- | -- | -------- |
| 1.   | Acqua & Sapone Aprilia         | 18 | 8  | 10 | –  | Girone A |
| 2.   | Sicilconad Rio Bum Bum Aragona | 16 | –  | 6  | 10 | Girone B |
| 3.   | Sorbini Scavolini Pesaro       | 16 | 10 | –  | 6  | Girone C |
| 4.   | Infotel Forlì                  | 14 | 6  | –  | 8  | Girone C |
| 5.   | Tra.De.Co. Bleu Cesena         | 11 | –  | 8  | 3  | Girone B |
| 6.   | Logitronic Vicenza             | 6  | 4  | 2  | –  | Girone A |
| 7.   | Prodomosport Pavia             | 6  | 2  | –  | 4  | Girone A |
| 8.   | ConTatto Design Benevento      | 6  | 3  | 3  | –  | Girone B |
| 9.   | Sea Battistelli Urbino         | 6  | –  | 4  | 2  | Girone C |

#### Calendario e risultati
| 1ª tappa • • • Milano Arena Civica                 |  |      |                   |     |                     |
| Prima fase                                         |  |      |                   |     |                     |
| Girone A                                           |  | 27-6 | Forlì-Vicenza     | 2-1 | 15-8, 5-15, 15-9    |
| Girone A                                           |  | 27-6 | Vicenza-Benevento | 2-0 | 15-10, 15-13        |
| Girone A                                           |  | 27-6 | Forlì-Benevento   | 2-0 | 15-6, 15-12         |
| Girone B                                           |  | 27-6 | Pesaro-Pavia      | 2-0 | 15-10, 15-11        |
| Girone B                                           |  | 27-6 | Aprilia-Pavia     | 2-1 | 11-15, 15-11, 15-10 |
| Girone B                                           |  | 27-6 | Pesaro-Aprilia    | 2-1 | 12-15, 21-20, 17-15 |
| Seconda fase                                       |  |      |                   |     |                     |
| Incroci                                            |  | 27-6 | Forlì-Pavia       | 2-1 | 13-15, 15-10, 17-15 |
| Incroci                                            |  | 27-6 | Pesaro-Benevento  | 2-0 | 15-10, 15-13        |
| Incroci                                            |  | 27-6 | Vicenza-Pavia     | 2-0 | 15-11, 15-10        |
| Incroci                                            |  | 27-6 | Aprilia-Benevento | 2-0 | 15-12, 15-10        |
| Incroci                                            |  | 27-6 | Pesaro-Vicenza    | 2-1 | 13-15, 15-11, 15-7  |
| Incroci                                            |  | 27-6 | Aprilia-Forlì     | 2-1 | 15-10, 10-15, 15-8  |
| Finali                                             |  |      |                   |     |                     |
| Semifinali                                         |  | 28-6 | Pesaro-Vicenza    | 2-0 | 15-6, 15-13         |
| Semifinali                                         |  | 28-6 | Aprilia-Forlì     | 2-1 | 13-15, 15-10, 15-10 |
| Finale 5ª-6ª                                       |  | 28-6 | Benevento-Pavia   | 2-0 | 15-8, 15-12         |
| Finale 3ª-4ª                                       |  | 28-6 | Forlì-Vicenza     | 2-0 | 19-17, 15-9         |
| Finale 1ª-2ª                                       |  | 28-6 | Pesaro-Aprilia    | 2-1 | 14-16, 15-13, 15-6  |
| 2ª tappa • • • Reggio Calabria Lungomare Falcomatà |  |      |                   |     |                     |
| Prima fase                                         |  |      |                   |     |                     |
| Girone A                                           |  | 11-7 | Cesena-Aprilia    | 2-1 | 15-9, 12-15, 15-10  |
| Girone A                                           |  | 11-7 | Aprilia-Vicenza   | 2-0 | 15-10, 15-7         |
| Girone A                                           |  | 11-7 | Cesena-Vicenza    | 2-0 | 15-11, 15-10        |
| Girone B                                           |  | 11-7 | Aragona-Urbino    | 2-0 | 15-12, 15-4         |
| Girone B                                           |  | 11-7 | Urbino-Benevento  | 2-0 | 15-7, 15-13         |
| Girone B                                           |  | 11-7 | Aragona-Benevento | 2-1 | 11-15, 15-6, 15-9   |
| Seconda fase                                       |  |      |                   |     |                     |
| Incroci                                            |  | 11-7 | Aragona-Vicenza   | 2-1 | 15-13, 13-15, 16-14 |
| Incroci                                            |  | 11-7 | Cesena-Benevento  | 2-0 | 15-8, 15-5          |
| Incroci                                            |  | 11-7 | Aprilia-Benevento | 2-0 | 15-6, 15-13         |
| Incroci                                            |  | 11-7 | Urbino-Vicenza    | 2-0 | 15-12, 15-10        |
| Incroci                                            |  | 11-7 | Aprilia-Aragona   | 2-1 | 13-15, 15-13, 15-13 |
| Incroci                                            |  | 11-7 | Cesena-Urbino     | 2-1 | 15-10, 7-15, 15-13  |
| Finali                                             |  |      |                   |     |                     |
| Semifinali                                         |  | 12-7 | Aprilia-Aragona   | 2-0 | 15-12, 15-7         |
| Semifinali                                         |  | 12-7 | Cesena-Urbino     | 2-0 | 15-10, 15-8         |
| Finale 5ª-6ª                                       |  | 12-7 | Benevento-Vicenza | 2-1 | 8-15, 15-10, 15-12  |
| Finale 3ª-4ª                                       |  | 12-7 | Aragona-Urbino    | 2-0 | 17-15, 15-12        |
| Finale 1ª-2ª                                       |  | 12-7 | Aprilia-Cesena    | 2-0 | 15-9, 15-10         |
| 3ª tappa • • • Bellaria-Igea Marina Polo Est       |  |      |                   |     |                     |
| Prima fase                                         |  |      |                   |     |                     |
| Girone A                                           |  | 18-7 | Pesaro-Urbino     | 2-0 | 15-11, 15-8         |
| Girone A                                           |  | 18-7 | Cesena-Urbino     | 2-0 | 16-14, 15-10        |
| Girone A                                           |  | 18-7 | Pesaro-Cesena     | 2-1 | 13-15, 19-17, 15-8  |
| Girone B                                           |  | 18-7 | Aragona-Forlì     | 2-1 | 13-15, 15-11, 17-15 |
| Girone B                                           |  | 18-7 | Forlì-Pavia       | 2-0 | 15-12, 15-12        |
| Girone B                                           |  | 18-7 | Aragona-Pavia     | 2-0 | 15-8, 15-12         |
| Seconda fase                                       |  |      |                   |     |                     |
| Incroci                                            |  | 18-7 | Aragona-Urbino    | 2-0 | 15-6, 15-10         |
| Incroci                                            |  | 18-7 | Pavia-Pesaro      | 2-0 | 15-12, 17-15        |
| Incroci                                            |  | 18-7 | Forlì-Urbino      | 2-0 | 15-8, 15-6          |
| Incroci                                            |  | 18-7 | Pavia-Cesena      | 2-0 | 15-10, 15-13        |
| Incroci                                            |  | 18-7 | Aragona-Cesena    | 2-1 | 15-8, 8-15, 15-10   |
| Incroci                                            |  | 18-7 | Pesaro-Forlì      | 2-0 | 15-13, 16-14        |
| Finali                                             |  |      |                   |     |                     |
| Semifinali                                         |  | 19-7 | Aragona-Pavia     | 2-0 | 15-8, 15-9          |
| Semifinali                                         |  | 19-7 | Forlì-Pesaro      | 2-1 | 19-17, 13-15, 15-8  |
| Finale 5ª-6ª                                       |  | 19-7 | Cesena-Urbino     | 2-0 | 15-13, 15-10        |
| Finale 3ª-4ª                                       |  | 19-7 | Pesaro-Pavia      | 2-0 | 15-7, 15-7          |
| Finale 1ª-2ª                                       |  | 19-7 | Aragona-Forlì     | 2-0 | 15-9, 15-13         |

### Master finale
| Master Finale • • • Bibione Piazzale Zenith |  |      |                   |     |                     |
| Prima fase                                  |  |      |                   |     |                     |
| Girone A                                    |  | 24-7 | Aprilia-Vicenza   | 2-0 | 15-7, 15-12         |
| Girone A                                    |  | 24-7 | Vicenza-Pavia     | 2-0 | 18-16, 15-10        |
| Girone A                                    |  | 24-7 | Aprilia-Pavia     | 2-0 | 15-11, 15-9         |
| Girone B                                    |  | 24-7 | Cesena-Aragona    | 2-0 | 15-10; 15-12        |
| Girone B                                    |  | 24-7 | Aragona-Benevento | 2-0 | 15-11, 15-13        |
| Girone B                                    |  | 24-7 | Benevento-Cesena  | 2-0 | 17-15, 15-9         |
| Girone C                                    |  | 24-7 | Pesaro-Forlì      | 2-1 | 12-15; 17-15; 16-14 |
| Girone C                                    |  | 24-7 | Forlì-Urbino      | 2-0 | 15-13, 15-12        |
| Girone C                                    |  | 24-7 | Pesaro-Urbino     | 2-0 | 15-7, 15-10         |
| Seconda fase                                |  |      |                   |     |                     |
| Girone E                                    |  | 25-7 | Aprilia-Cesena    | 2-0 | 15-10, 18-16        |
| Girone E                                    |  | 25-7 | Urbino-Cesena     | 2-1 | 16-14, 8-15, 15-13  |
| Girone E                                    |  | 25-7 | Aprilia-Urbino    | 2-0 | 15-6, 15-6          |
| Girone F                                    |  | 25-7 | Forlì-Benevento   | 2-0 | 15-11; 15-11        |
| Girone F                                    |  | 25-7 | Pavia-Benevento   | 2-0 | 16-14, 18-16        |
| Girone F                                    |  | 25-7 | Forlì-Pavia       | 2-1 | 15-12, 11-15, 15-10 |
| Girone G                                    |  | 25-7 | Pesaro-Vicenza    | 2-0 | 15-12; 15-9         |
| Girone G                                    |  | 25-7 | Aragona-Vicenza   | 2-0 | 15-?, 15-?          |
| Girone G                                    |  | 25-7 | Pesaro-Aragona    | 2-0 | 15-10, 15-12        |
| Finali                                      |  |      |                   |     |                     |
| Semifinali                                  |  | 27-7 | Aragona-Aprilia   | 2-0 | 18-16, 15-12        |
| Semifinali                                  |  | 27-7 | Pesaro-Forlì      | 2-0 | 15-7, 15-13         |
| Finali 7ª-9ª                                |  | 27-7 | Vicenza-Urbino    | 2-0 | 15-10, 15-11        |
| Finali 7ª-9ª                                |  | 27-7 | Benevento-Urbino  | 2-0 | 15-12, 15-12        |
| Finali 7ª-9ª                                |  | 27-7 | Benevento-Vicenza | 2-0 | 15-8, 15-6          |
| Finale 5ª-6ª                                |  | 27-7 | Cesena-Pavia      | 2-1 | 15-13, 14-16, 15-13 |
| Finale 3ª-4ª                                |  | 27-7 | Aprilia-Forlì     | 2-0 | 15-7, 15-12         |
| Finale 1ª-2ª                                |  | 27-7 | Pesaro-Aragona    | 2-0 | 15-10, 15-11        |

## Coppa Italia
La Coppa Italia, alla quale non ha preso parte la ConTatto Design Benevento, si è disputata a Vieste il 4 e il 5 luglio. È stata vinta dalla Sorbini Scavolini Pesaro.

### Formula
Le otto squadre sono state suddivise in due gironi all'italiana. Le prime due classificate di ogni girone sono state ammesse alle semifinali; è stata successivamente la finale a decretare la squadra vincitrice del titolo.

### Calendario
| Coppa Italia Sand Volley 4x4 • • • Vieste Lungomare Europa |  |     |                 |     |                     |
| Prima fase                                                 |  |     |                 |     |                     |
| Girone A                                                   |  | 4-7 | Aragona-Vicenza | 2-0 | 15-11, 15-11        |
| Girone A                                                   |  | 4-7 | Forlì-Urbino    | 2-1 | 15-11, 13-15, 15-9  |
| Girone A                                                   |  | 4-7 | Aragona-Urbino  | 2-1 | 10-15, 15-10, 15-11 |
| Girone A                                                   |  | 4-7 | Forlì-Vicenza   | 2-0 | 15-12, 15-10        |
| Girone A                                                   |  | 4-7 | Aragona-Forlì   | 2-0 | 15-9, 15-9          |
| Girone A                                                   |  | 4-7 | Urbino-Vicenza  | 2-1 | 10-15, 15-6, 15-12  |
| Girone B                                                   |  | 4-7 | Cesena-Aprilia  | 2-1 | 12-15; 15-13; 16-14 |
| Girone B                                                   |  | 4-7 | Pesaro-Pavia    | 2-1 | 15-7, 12-15, 15-10  |
| Girone B                                                   |  | 4-7 | Pesaro-Aprilia  | 2-0 | 15-13, 15-11        |
| Girone B                                                   |  | 4-7 | Pavia-Cesena    | 2-1 | 15-4, 9-15, 17-15   |
| Girone B                                                   |  | 4-7 | Pavia-Aprilia   | 2-0 | 15-9, 15-9          |
| Girone B                                                   |  | 4-7 | Pesaro-Cesena   | 2-1 | 21-20, 11-15, 15-8  |
| Finali                                                     |  |     |                 |     |                     |
| Semifinali                                                 |  | 5-7 | Pesaro-Forlì    | 2-0 | 15-9, 15-12         |
| Semifinali                                                 |  | 5-7 | Pavia-Aragona   | 2-0 | 15-9, 15-13         |
| Finale 7ª-8ª                                               |  | 5-7 | Aprilia-Vicenza | 2-0 | 15-13, 15-12        |
| Finale 5ª-6ª                                               |  | 5-7 | Cesena-Urbino   | 2-0 | 15-11, 15-7         |
| Finale 3ª-4ª                                               |  | 5-7 | Forlì-Aragona   | 2-1 | 16-14, 12-15, 15-10 |
| Finale 1ª-2ª                                               |  | 5-7 | Pesaro-Pavia    | 2-0 | 15-11, 17-15        |

## Supercoppa italiana
La Supercoppa italiana si è disputata a Salerno il 1º e il 2 agosto. Al torneo, vinto dalla Sorbini Scavolini Pesaro, non hanno preso parte Logitronic Vicenza e Prodomosport Pavia, mentre ha partecipato la Lavoro.Doc Pontecagnano Faiano.

### Formula
Le otto squadre partecipanti sono divise in due gironi all'italiana. Le prime due classificate di ogni girone sono ammesse alle semifinali; è successivamente la finale a decretare la squadra vincitrice del titolo.

### Calendario
| Supercoppa Italiana Sand Volley 4x4 • • • Salerno Spiaggia Santa Teresa |  |     |                        |     |                     |
| Prima fase                                                              |  |     |                        |     |                     |
| Girone A                                                                |  | 1-8 | Cesena-Forlì           | 2-0 | 15-12, 15-11        |
| Girone A                                                                |  | 1-8 | Pesaro-Pontecagnano    | 2-0 | 15-5, 15-3          |
| Girone A                                                                |  | 1-8 | Forlì-Pontecagnano     | 2-0 | 17-15, 15-11        |
| Girone A                                                                |  | 1-8 | Pesaro-Cesena          | 2-0 | 15-11, 15-12        |
| Girone A                                                                |  | 1-8 | Cesena-Pontecagnano    | 2-1 | 11-15, 15-11, 15-6  |
| Girone A                                                                |  | 1-8 | Pesaro-Forlì           | 2-0 | 15-6, 15-13         |
| Girone B                                                                |  | 1-8 | Aprilia-Benevento      | 2-0 | 15-12; 15-12        |
| Girone B                                                                |  | 1-8 | Aragona-Urbino         | 2-0 | 15-6, 15-12         |
| Girone B                                                                |  | 1-8 | Aprilia-Urbino         | 2-0 | 15-9, 15-10         |
| Girone B                                                                |  | 1-8 | Aragona-Benevento      | 2-0 | 17-15, 15-12        |
| Girone B                                                                |  | 1-8 | Aragona-Aprilia        | 2-0 | 15-10, 15-10        |
| Girone B                                                                |  | 1-8 | Urbino-Benevento       | 2-0 | 15-13, 16-14        |
| Finali                                                                  |  |     |                        |     |                     |
| Semifinali                                                              |  | 2-8 | Cesena-Aragona         | 2-1 | 15-9, 12-15, 15-12  |
| Semifinali                                                              |  | 2-8 | Pesaro-Aprilia         | 2-0 | 15-7, 15-13         |
| Finale 7ª-8ª                                                            |  | 2-8 | Benevento-Pontecagnano | 2-0 | 15-13, 15-12        |
| Finale 5ª-6ª                                                            |  | 2-8 | Forlì-Urbino           | 2-1 | 15-11, 14-16, 15-10 |
| Finale 3ª-4ª                                                            |  | 2-8 | Aragona-Aprilia        | 2-0 | 15-12, 15-11        |
| Finale 1ª-2ª                                                            |  | 2-8 | Pesaro-Cesena          | 2-0 | 15-5, 15-13         |